# 이자벨 귀용
이자벨 귀용(Isabelle Guyon, 1961년 8월 15일 ~ )은 프랑스 태생의 기계 학습 연구자이다. 서포트 벡터 머신, 인공 신경망과 기계 학습을 적용한 생물정보학을 연구하였다. 파리-사클레 대학교 석좌교수이며, 2022년 10월부터 구글 딥마인드 연구이사를 지내고 있다.